# Liste d'élections en 1926
Chronologie des élections
- 1922
- 1923
- 1924
- 1925
- 1926
- 1927
- 1928
- 1929
- 1930

Cette liste recense les élections organisées durant l'année 1926. Elle inclut les élections législatives et présidentielles nationales dans les États souverains, ainsi que les principaux référendums.
Aux États-Unis, les élections législatives en novembre permettent au président républicain Calvin Coolidge de conserver sa majorité au Congrès.
En Grèce, un contre-coup d'État après le simulacre d'élection présidentielle organisé par la dictature en avril permet la restauration de la démocratie au moyen d'élections en novembre. En Lituanie à l'inverse, le gouvernement de centre-gauche issu des élections en mai est renversé par un coup d'État qui porte l'extrême-droite au pouvoir. Et à Saint-Marin, le gouvernement fasciste du dictateur Giuliano Gozi (en), soumis au régime fasciste italien de Benito Mussolini, organise en décembre des simulacres d'élections à parti unique.

## Par mois

### Janvier
| Date             | Pays          | Élections    | Notes | Résultats |
| ---------------- | ------------- | ------------ | ----- | --- |
| 10 et 24 janvier | Liechtenstein | Législatives |       | Le Parti populaire chrétien-social (syndical, social-libéral, démocrate) conserve la majorité absolue des sièges. Gustav Schädler demeure Premier ministre. |

### Février
| Date       | Pays     | Élections      | Notes | Résultats |
| ---------- | -------- | -------------- | ----- | --- |
| 14 février | Colombie | Présidentielle |       | La droite conserve la présidence de la République avec l'élection de Miguel Abadía Méndez (Parti conservateur) ; seul candidat conséquent, il obtient 99,9 % des voix. |

### Mars
| Date     | Pays                   | Élections                      | Notes | Résultats |
| -------- | ---------------------- | ------------------------------ | --- | --- |
| 1er mars | Brésil                 | Présidentielle                 | | Washington Luís (Parti républicain pauliste : centre-droit conservateur et agrarien, acquis aux oligarques coronélistes) est déclaré élu avec 99,7 % des voix face à plusieurs autres candidats. |
| 7 mars   | Argentine              | Législatives                   | | Congrès sans majorité. L'Union civique radicale (libérale, laïque, progressiste) du président Marcelo Torcuato de Alvear dispose d'un majorité relative, mais est divisée en de multiples factions discordantes. |
| 15 mars  | République dominicaine | Législatives et présidentielle | L'instabilité et les violences dans le pays ont mené à son invasion par les États-Unis en 1916. Ces élections doivent permettre de mettre fin à cette première occupation de la République dominicaine par les États-Unis. | Le candidat allié des États-Unis, Horacio Vásquez (Alliance nationale progressiste) remporte l'élection présidentielle avec 69,8 % des voix face à Jacinto Peynado (Coalition patriotique des citoyens). L'ANP remporte également une très large majorité des sièges aux deux chambres du Congrès et à l'Assemblée constituante. Les forces militaires américaines se retirent du pays, même si les États-Unis y conservent une forte influence. |

### Avril
| Date          | Pays          | Élections      | Notes | Résultats |
| ------------- | ------------- | -------------- | --- | --- |
| 5 avril       | Liechtenstein | Législatives   | | Le Parti populaire chrétien-social (syndical, social-libéral, démocrate) conserve la majorité absolue des sièges. Gustav Schädler demeure Premier ministre.                                     |
| 4 au 11 avril | Grèce         | Présidentielle | Le gouvernement libéral qui a instauré la république a été renversé par un coup d'État militaire en juin 1925. Ce semblant d'élection est organisé par le général dictateur Theódoros Pángalos. Seul autre candidat, Konstantínos Demertzís, candidat du gouvernement démocratique démis, se retire avant le scrutin afin de le boycotter, mais son nom demeure sur les bulletins de vote. | Theódoros Pángalos est déclaré élu avec 93,3 % des voix. Il est renversé par un contre-coup d'État en août, et des élections législatives se tiennent en novembre pour restaurer la démocratie. |

### Mai
| Date         | Pays     | Élections    | Notes | Résultats |
| ------------ | -------- | ------------ | ----- | --- |
| 8 au 10 mai  | Lituanie | Législatives |       | Parlement sans majorité. Alternance. L'Union populaire des paysans (centre-gauche agrarien) demeure le premier parti au Seimas avec plus d'un quart des sièges. Mykolas Sleževičius (UPP) devient Premier ministre, formant un gouvernement de coalition avec le Parti social-démocrate (gauche). Ce gouvernement est renversé par le coup d'État du 17 décembre 1926. Antanas Smetona est porté au pouvoir par l'armée, et instaure la dictature de son parti, l'Union nationaliste (extrême-droite national-conservatrice), qui n'avait obtenu que trois sièges aux élections. |
| 15 au 17 mai | Estonie  | Législatives |       | Le Parti socialiste des travailleurs (gauche) obtient la majorité relative avec un quart des sièges, devançant d'un seul siège le parti Assemblées de fermiers (droite conservatrice agrarienne). Jaan Teemant (AF) parvient toutefois à rester Premier ministre. En 1928 August Rei (PST) est toutefois élu au poste essentiellement symbolique de chef de l'État. |
| 26 mai       | Égypte   | Législatives |       | Le parti Wafd (progressiste, libéral, laïc) remporte une majorité absolue des sièges. En désaccord avec ce parti, le roi Fouad Ier confie la direction du gouvernement à Adli Yakan Pacha (Parti libéral constitutionnaliste : centre-gauche social-libéral et laïc), avant de devoir appeler Moustapha el-Nahhas Pacha, du Wafd, au poste de Premier ministre en 1928. |

### Juin
| Date              | Pays     | Élections    | Notes | Résultats |
| ----------------- | -------- | ------------ | --- | --- |
| 25 mai et 10 juin | Roumanie | Législatives | | La coalition menée par le Parti populaire (droite populiste, attrape-tout), et qui inclut des partis représentant les minorités ethniques du pays, remporte une large majorité des sièges dans les deux chambres. Alexandru Averescu (Parti populaire) demeure Premier ministre. |
| 27 juin           | Perse    | Législatives | Premières élections après l'accession de Reza Chah au trône de l'Empire perse. Le nouveau chah a interdit les partis politiques et abrogé l'immunité parlementaire des députés. | Peu d'opposants osent se présenter, et même si certains (tels que Hassan Modarres et Mohammad Mossadegh) sont élus, la nouvelle assemblée est presque entièrement soumise au chah. Hassan Mostofi ol-Mamalek devient Premier ministre.                                           |

### Septembre
| Date         | Pays   | Élections    | Notes | Résultats |
| ------------ | ------ | ------------ | --- | --- |
| 14 septembre | Canada | Législatives | Élections anticipées, celles de 1925 n'ayant pas produit de majorité durable, et à la suite de l'affaire King-Byng. | Parlement sans majorité. Le Parti libéral retrouve une majorité relative des sièges, un peu moins de la moitié des sièges à la Chambre des communes. William Lyon Mackenzie King retrouve le poste de Premier ministre, avec l'appui du Parti progressiste. |

### Octobre
| Date    | Pays     | Élections    | Notes | Résultats                                                                                    |
| ------- | -------- | ------------ | ----- | -------------------------------------------------------------------------------------------- |
| octobre | Honduras | Législatives |       | Le Parti national (chrétien conservateur) conserve une large majorité des sièges au Congrès. |

### Novembre
| Date        | Pays       | Élections                    | Notes | Résultats |
| ----------- | ---------- | ---------------------------- | --- | --- |
| 2 novembre  | États-Unis | Législatives                 | | Le Parti républicain du président Calvin Coolidge recule mais conserve la majorité absolue des sièges aux deux chambres du Congrès. |
| 7 novembre  | Grèce      | Législatives                 | Le gouvernement libéral qui a instauré la république a été renversé par un coup d'État militaire en juin 1925. Un contre-coup d'État en août 1926 permet la tenue d'élections en novembre pour restaurer la démocratie. | Parlement sans majorité. L'Union libérale (centriste) demeure première avec plus d'un tiers des sièges, mais a perdu plus de la moitié de ses sièges par rapport aux élections de 1923. Aléxandros Zaïmis (indépendant) devient Premier ministre à la tête d'un « gouvernement œcuménique » rassemblant l'Union libérale, l'Union démocrate, le Parti populaire (droite conservatrice, monarchiste et nationaliste) et le Parti des libre-penseurs (extrême-droite orthodoxe, national-conservatrice et monarchiste). |
| 28 novembre | Uruguay    | Présidentielle et exécutives | Élection du président et du Conseil national d'administration. | Juan Campisteguy (Parti colorado : centriste, social-libéral) est élu président de la République avec 49,0 % des voix face notamment à Luis Alberto de Herrera (Parti national : centre-droit libéral-conservateur, 48,4 %). Le Parti colorado remporte également la majorité au Conseil national. |

### Décembre
| Date             | Pays        | Élections                      | Notes | Résultats |
| ---------------- | ----------- | ------------------------------ | --- | --- |
| 2 décembre       | Danemark    | Législatives                   | L'élection pour l'unique siège des Îles Féroé au Folketing danois se tient plus tard, le 20 décembre.                                         | Parlement sans majorité. Le Parti social-démocrate (gauche) demeure le premier parti au Parlement, avec plus d'un tiers des sièges. Arrivé au pouvoir pour la première fois aux élections de 1924, mais avec un gouvernement minoritaire, il perd cette fois le pouvoir. Thomas Madsen-Mygdal (Venstre : centriste, libéral) devient Premier ministre, formant un gouvernement minoritaire. |
| 5 décembre       | Guatemala   | Législatives et présidentielle | Les résultats des élections sont falsifiés.                                                                                                   | Officiellement, Lázaro Chacón González (Parti unioniste : centre-droit) est réélu président avec 88,6 % des voix face à son unique adversaire, Jorge Ubico (Parti libéral progressiste : droite nationaliste). Le Parti unioniste remporte également une large majorité des sièges au Congrès.                                                                                              |
| 12 décembre      | Saint-Marin | Législatives                   | Les fascistes ayant pris le contrôle du pays et l'Italie exerçant de fait son autorité dessus, aucune candidature d'opposition n'est permise. | Officiellement, le Parti fasciste obtient 99,96 % de suffrages favorables, avec un seul bulletin défavorable ; il remporte donc la totalité des sièges. Giuliano Gozi demeure le dictateur de fait du pays. |
| 8 au 15 décembre | Hongrie     | Législatives                   | | Le Parti de l'unité (droite conservatrice agrarienne) conserve la majorité absolue des sièges. István Bethlen demeure Premier ministre. |